# مامان بزرگ: پسر کو ندارد نشان از پدر
مامان بزرگ: پسر کو ندارد نشان از پدر (به انگلیسی: Big Mommas: Like Father, Like Son) فیلمی کمدی _پلیسی محصول سال ۲۰۱۱ به کارگردانی جان وایتسل است. این فیلم پس از خانه مامان بزرگ و خانه مامان بزرگ ۲ سومین قسمت از فیلم‌های مامان گنده‌ها است در این فیلم مارتین لارنس و براندن تی جکسون، جسیکا لوکاس، مایکله انگ، پورتیا دوبلدی، تونی کورران، آنا اورتیز بازی کردند.
این فیلم یازده سال پس از فیلم اصلی پرفروش مجموعه به روی پرده فرستاده شده‌است. زمان نمایش فیلم ۱۰۷ دقیقه است و با درجه‌بندی «پی‌جی ۱۳» (کودکان زیر ۱۳ سال فقط همراه با بزرگتر) اکران می‌شود.